# バンテアイ・クデイ
バンテアイ・クデイ（Banteay Kdei、クメール語: ប្រាសាទបន្ទាយក្តី ; プラサット・バンテアイ・クデイ、Prasat Banteay Kdei）は、カンボジアのアンコール遺跡において、「チャンバ族の砦」（英: "Citadel of Chambers"）、または「僧房の砦」（英: "Citadel of Monks' cells"）として知られる仏教寺院である。この寺院はタ・プロームの南東、アンコール・トムの東に位置する。12世紀半ばから13世紀初頭のジャヤーヴァルマン7世（在位1181年-1218年頃または1219年ないし1220年頃、死後 "Maha paramasangata pada" と称された）の統治中に築かれたものである。バイヨン様式で、構成はタ・プロームやプリヤ・カーンに似るが、複雑ではなく、より小さい。その構造物は2重の周壁に囲まれており、そして塔門から2重の中央回廊を構成し、東面前方には前柱殿がある。
この仏教寺院複合体は、これまで不完全な建設およびその建築に質の悪い砂岩が使われていたために荒廃し、現在修復を受けている。バンテアイ・クデイは1960年代まで何世紀にもわたってさまざまな間隔で僧侶により占有されていた。

## 地理

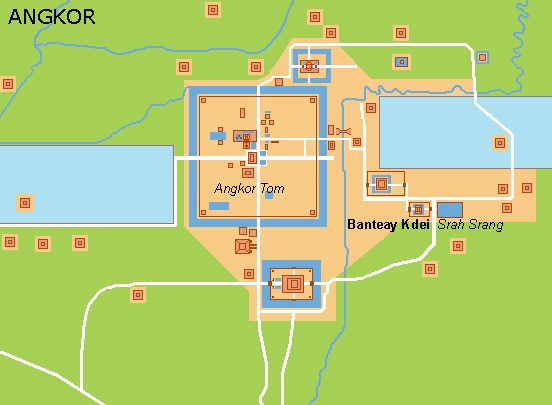
バンテアイ・クデイ (Banteay Kdei) の位置

バンテアイ・クデイは、多くの アンコール寺院の1つであり、400平方キロメートル（150平方マイル）のアンコール遺跡公園内に位置する。クメール王朝時代におけるアンコールの古代都市はトンレサップからクーレン丘陵にかけて広がる1,000平方キロメートルの広大な領域にわたっている。この寺院はタ・プロームの東の塔門（ゴープラ、gopura）より600メートルとなる経路沿いに通じている。この経路はバンテアイ・クデイの西塔門入口につながる。寺院はアンコール・トムの東3キロメートルにある。

## 歴史
クメール王朝は802年から1431年の長きにわたっており、当初12世紀末まではヒンドゥー教徒の敬虔な信仰のもと、その後は仏教徒の厚い信奉のもとにあった。その時代に壮大な寺院が建造されるようになり、1191年まではスーリヤヴァルマン2世の統治中において、その後12-13世紀にはジャヤーヴァルマン7世のもとにおいて頂点に達した。バンテアイ・クデイを含め、多くの仏教寺院が12世紀半ばから13世紀初頭に構築された。ジャヤーヴァルマン7世は多くの寺院を建造した功績が評価されるが、彼はまた社会および他の職務を犠牲にした途方もない寺院の建築計画における散財が非難されている。ジャヤーヴァルマン7世は聖観音菩薩を主に崇める仏教寺院を構築した。この寺院は、ジャヤーヴァルマン7世による同時期の近隣にあるタ・プロームやプリヤ・カーン寺院の様式と同様に構築されたが、規模は小さく、ラージェンドラヴァルマン2世により建てられた10世紀の寺院の位置に、仏教僧院複合体として築かれた。いくつかの小さな碑文は、ジャヤーヴァルマン7世および王室建築家　Kavindrarimathana により本寺院が建造されたことを証明している。
ジャヤーヴァルマン7世は、アンコールに攻め入り徹底的に破壊し支配したチャム族を倒した後、55歳で政権を握った。彼の「驚異的な活動」は、その廃墟からカンボジアの復興をもたらした。ジャヤーヴァルマン7世はまず第一にアンコール・トムにおいて首都を再建し、「偉大な建造者」と呼ばれた。彼は多くの寺院を建設する役目を果たし、それはバンテアイ・クデイとは別に、バイヨン、プリヤ・カーン、タ・プロームおよび他の多くの主要な寺院や、また巡礼者のための多くの休泊所などが含まれる。本寺院がその現存する場所に築かれた理由はわかっていない。しかしながら、その寺院がアンコール・ワットと同時期のものであることが、両寺院間およびタイのピマーイ寺院において、多くの類似点が確認されることで立証されている。寺院は、貯水池であるスラ・スランの向かい側に、西暦1181年、ジャヤーヴァルマン7世によって構築された最初の寺院とされるが、碑文の欠落により詳細は不明である。
13世紀には、ジャヤーヴァルマンによって築かれた大部分の寺院が破壊された。しかし、大乗仏教による破風（フロントン、fronton 〈ペディメント、pediment〉）やまぐさ（リンテル、lintel）のいくつかは、まだ良好な状態として見られる。また、一部の考古学者おいて、寺院は彼の宗教上の師を記念してジャヤーヴァルマン2世により建設されたという見方もある。
寺院は、クメールの支配が終わった後、数世紀にわたって放置され、植物で覆われたままだった。1920–1922年に周囲の植物の繁茂を取り除いた後、その寺院は姿を現した。この作業には、「インドネシアにおいてオランダ当局により非常に有効に用いられていた復元の方式」として知られた保全方式が採用され、アンリ・マーシャル（当時アンコール遺跡の修復士）と Ch. Battuer の指揮のもとで行われた。そこは1960年代まで仏僧によって一部占有されていた。
1991年3月より、日本の上智大学を中心とした調査団すなわち「アンコール遺跡国際調査団」が、バンテアイ・クデイ寺院で多くの考古学調査を実施している。これらの調査において、2000年8月の石版状仏像の出土を皮切りに、2001年3月および8月、青銅製の小型の2体と砂岩で作られた大小272体、計274体の仏像の断片が、北小祠堂付近の埋納坑より発掘された。彫像を収める保管室の建設が計画され、2007 年 11 月、シハヌーク・イオン博物館が完成した。2010年8月には、また内環濠の南面で6体の仏像が発見された。

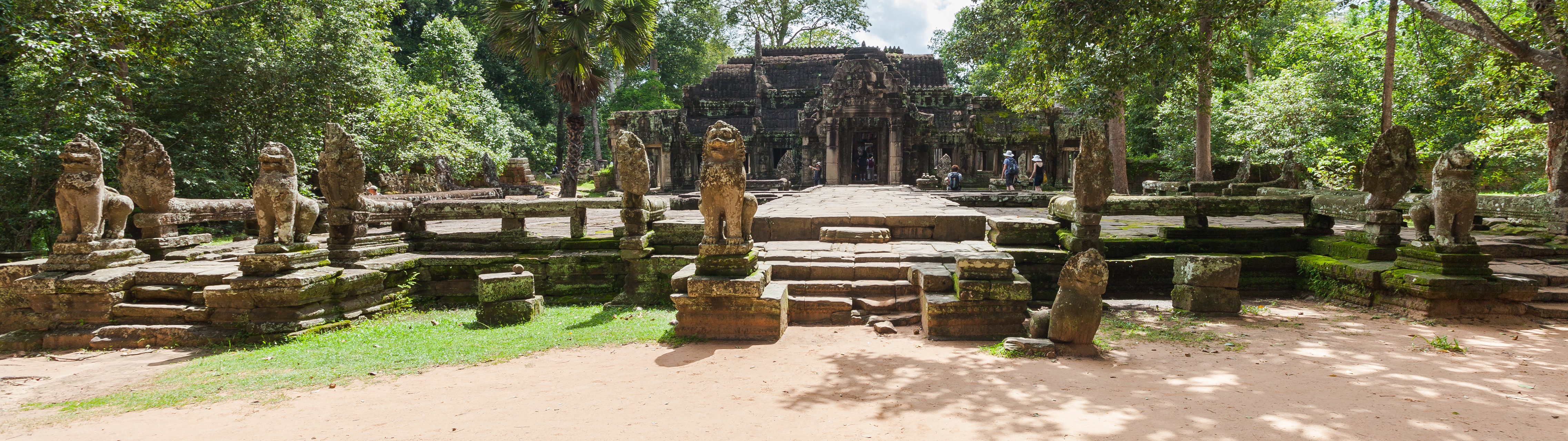
第3周壁東楼門前の十字型テラス。この手前北側で多量の廃仏が見つかった。

## 構成

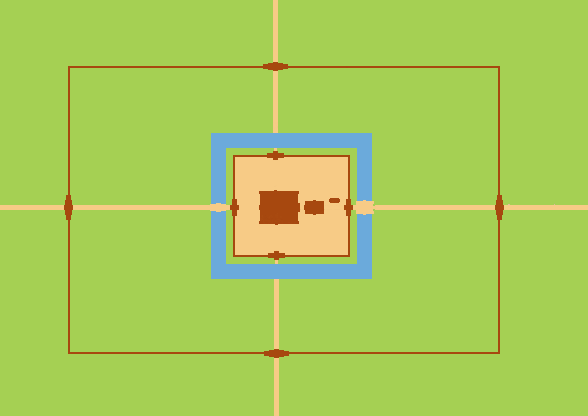
バンテアイ・クデイの全体図

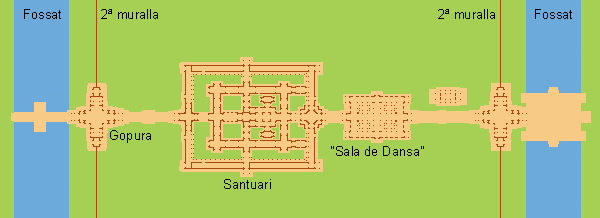
環濠と第3周壁内の配置図

ラテライト石で造られた東西700メートル、南北500メートルの大きな複合周壁内に3つの周壁があり、寺院の祠堂部分は、65×50メートルの敷地を巡る回廊で囲まれている。入口は東側の塔門（外周壁東塔門）であり、十字形で観音菩薩（ローケーシュヴァラ、Lokesvara）像が装飾されている。寺院は、バイヨンおよびアンコール・ワットの建築様式における彫刻の宝庫である。
外周壁

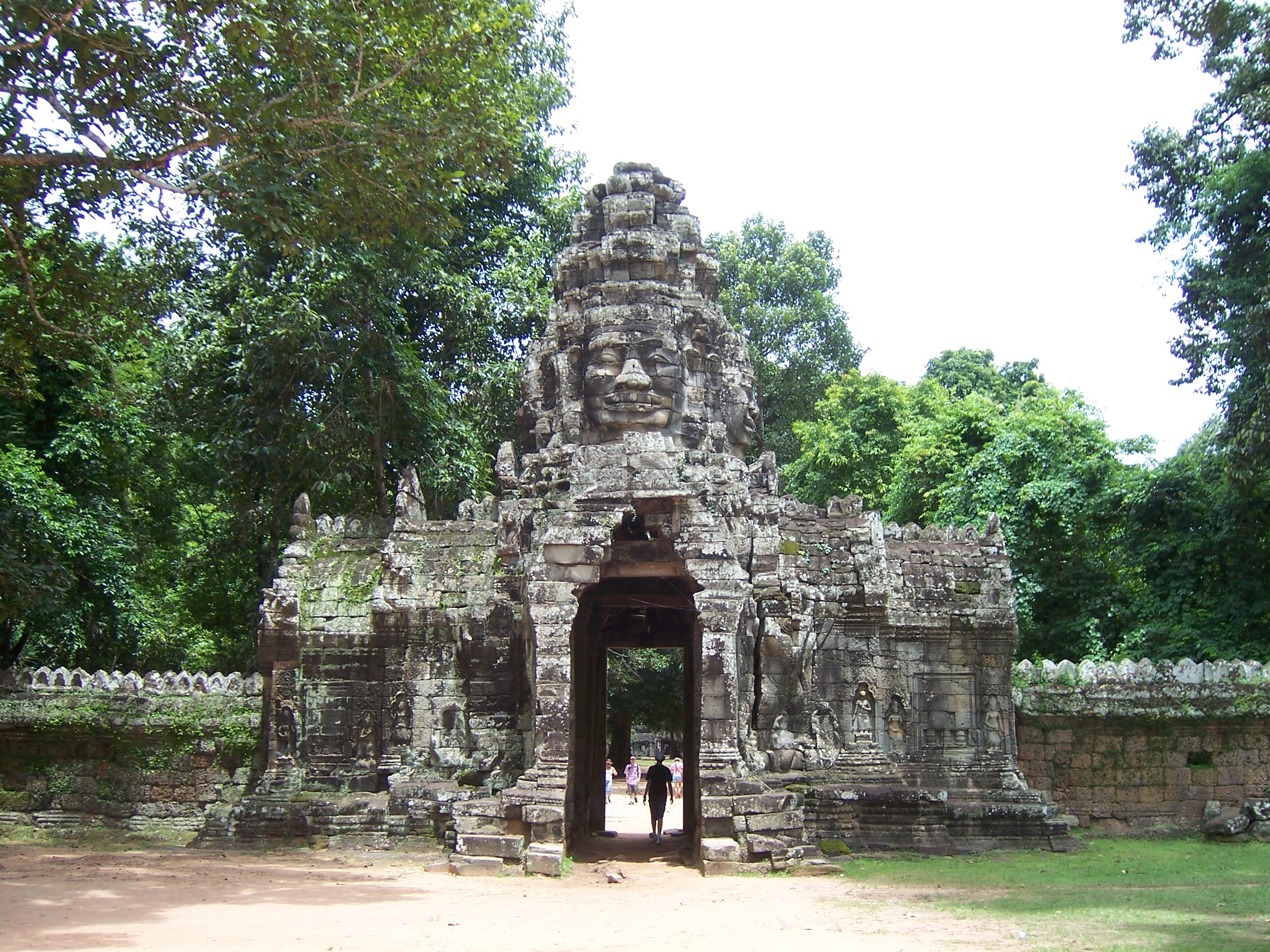
仏面塔（東塔門）

4辺の同心の壁を持つ外周壁は、タ・プローム寺院と同じく4つの塔門を持っており、すべてある程度の保存状態内にある。塔門には観音菩薩の四面があり（その微笑んでいる顔は王ジャヤーヴァルマンであるともいわれ、バイヨン寺院に見られるものと同様とされる）、4隅のガルーダ像の上に配置されている。東に面した塔門は、特にその4隅のガルーダ像がよく保存されている。この周壁の入口の西より200メートルで濠に至り、そこはライオン（シンハ）の像やガルーダの乗ったナーガの欄干で装飾された広いテラスがある。その濠自体が320×300メートルとなる境内の第3周壁であり、同様にラテライトの壁で囲まれる。この門の入口内にある仏像は、後に安置されたものである。
第3周壁

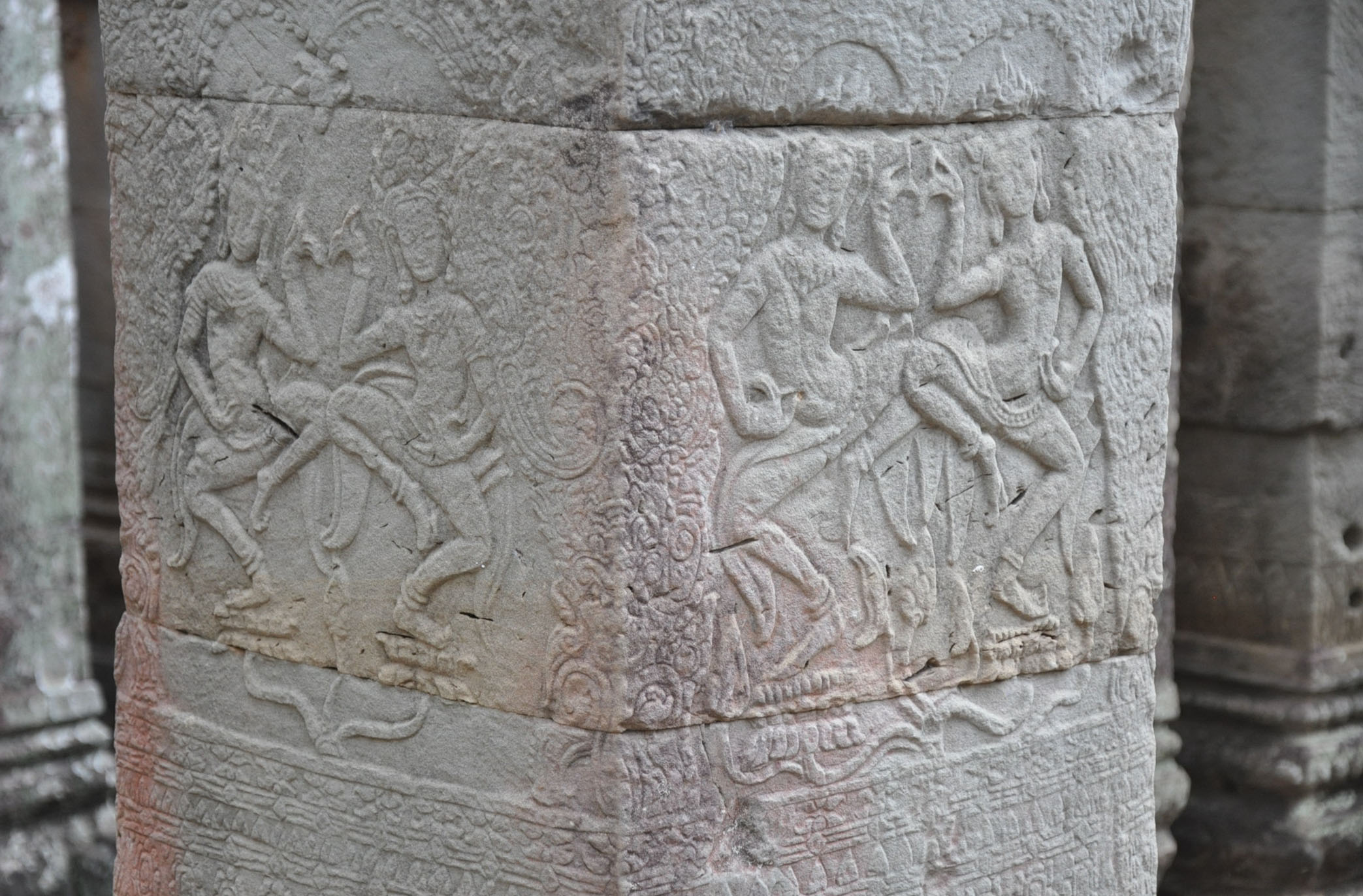
前柱殿のアプサラスの彫刻

第3周壁は、十字形に設計された塔門（第3周壁楼門）を持つ。そこにある柱はアーチ型の天井を支えている。この囲いには3つの通路があり、両側の2つはラテライトの壁で独立している。ここにある壁龕（へきがん）は小立像を持ち、また単体ないし1対の踊りのポーズをとるアプサラス（アプサラ）やデヴァターがある。仏像は、この周壁内の中庭で、破壊者によって壊された。東楼門からナーガの欄干を持つ敷石された通路があり、2つの周壁を備えた祠堂へとつながる。これらの周壁回廊の入口となる東端から、前柱殿（「踊り子殿」、英: "Hall of Dancers"）は屋根のなくなった中庭としてあり、その柱はアプサラスの繊細な彫刻を持っている。
第2周壁

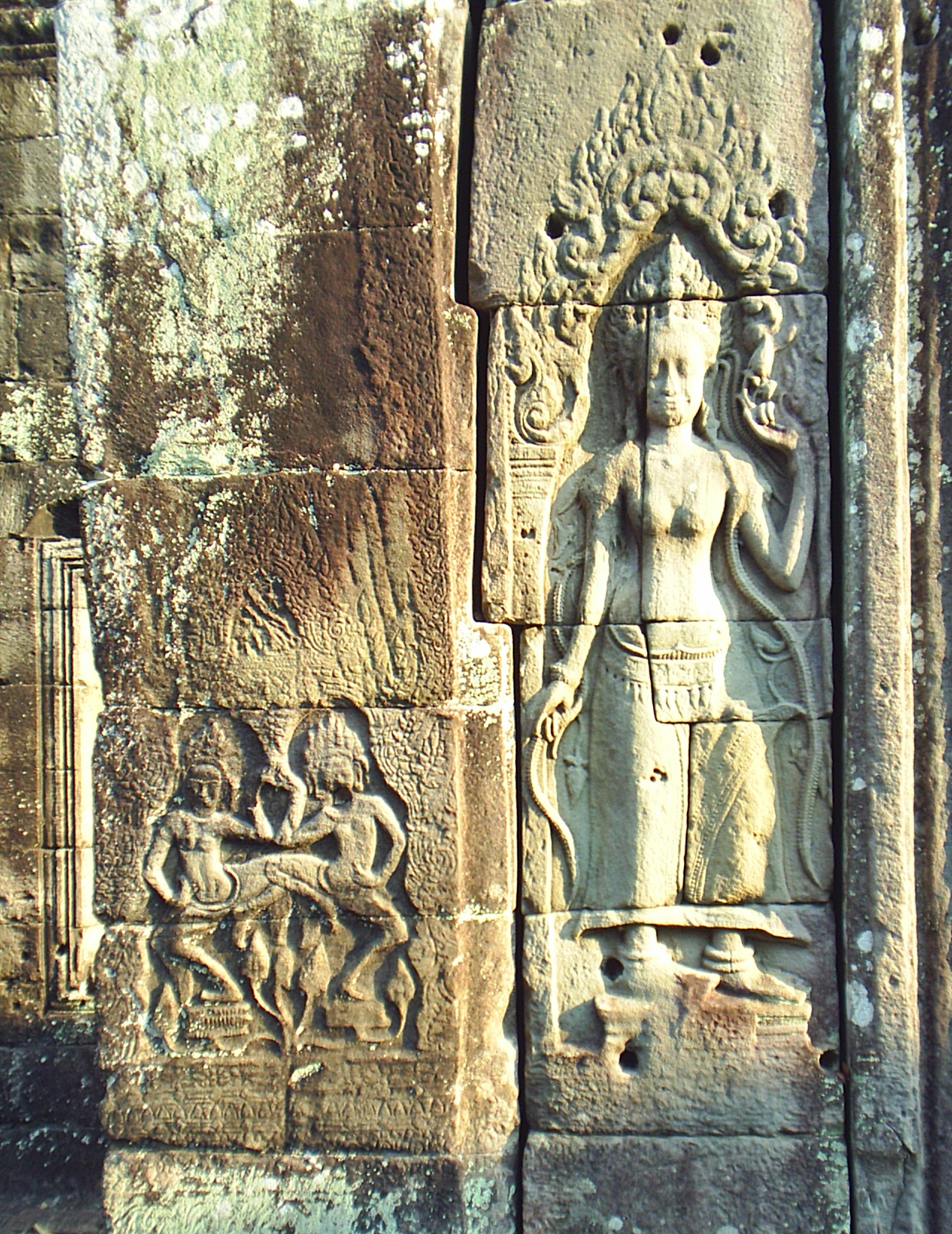
アプサラス（左）やデヴァター（右）のレリーフ

祠堂の一部である第2周壁は、58×50メートルとなる。塔門はその東端にあり、また西にもそれに次ぐ塔門がある。出入口は南・北の端にもある。塔門は、1つの外壁と2重の列柱とともに回廊のように築かれ、中庭へと通じている。この中庭にはアプサラス像が装飾されており、中央の間にある仏像は破壊者により損傷している。バイヨン様式の建築の特徴として備えたものには、「覆いの下げられた連子（れんじ）のある偽窓や、三角に燃え立つ小さな盤に頭飾りのあるデヴァター」がある。砂岩とラテライトで築かれたアーチ型の屋根は、柱廊の数か所で崩壊している。内周壁内には、その北と南に経蔵があり、さらに中央祠堂を包含する。
内周壁
祠堂の内周壁は36×30メートルの配置計画に基づき構築されている。この周壁は、小さな塔門に隣接した4隅に塔を持つ。主軸沿いに通る回廊が、これらの塔を主祠堂に連結させている。北東と南東にある塔は、仏坐像の見られる第2回廊とつながる。2.75メートル四方の回廊となる主祠堂部分は、神々の彫像の痕跡をいくつか持つ。一方、この回廊のすべてがバイヨン様式で構築されていないことから、それ以前の時代のものであることが推測される。また木製の天井の残骸もここで見られている。中央祠堂への入口には、アプサラスに囲まれたドヴァーラパーラが側面にある。

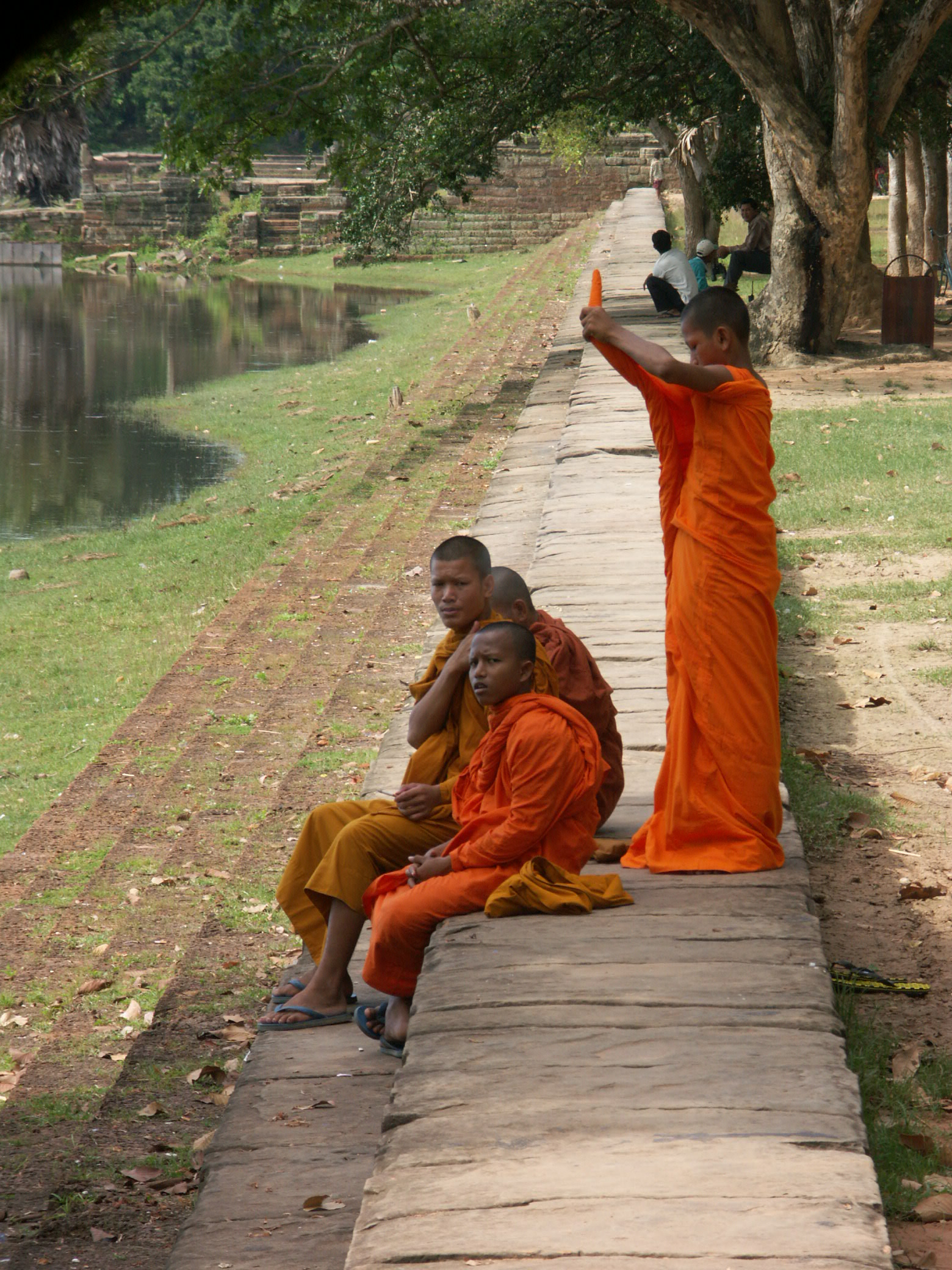
スラ・スランは、儀式のための王の沐浴池とされる

### スラ・スラン
バンテアイ・クデイの東にあるスラ・スランは、「王の水浴池」または「沐浴池」といわれる。10世紀のラージェンドラヴァルマン2世の治世中に掘られたもので、大きさは東西700メートル、南北300メートルとなる。太陽と向き合う池のほとりには、砂岩の外縁を持つラテライトの階段が配置され、ジャヤーヴァルマン7世によって美化されている。スラ・スランは、大きな木々に囲まれ、一年中、青緑色の水をたたえる。水辺への階段には、装飾されたナーガの欄干に2体のライオン（シンハ）の石像が側面に並んでいる。この池は、王や彼の妻が使用するために備えられたとされる。かつて池の中央にあった島に見られた石の基盤には、王が瞑想した木造の寺院があった。池の水は現在、地域の農民による稲作に使われている。

## 建築上の特徴

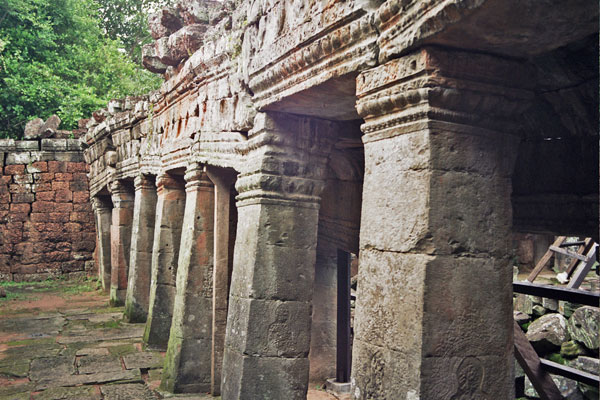
厚い石の屋根を支える大きな柱

バイヨン様式として発展したいくつかの特有な建築学的特徴が、この寺院で明らかに認められる。第3周壁の東と西の棟の屋根は自立した柱で支えられ、屋根を支える柱の内側の列で十字形になるように造られている。柱はまた、木製の構造物に見られる「ほぞ穴とほぞの接合」を用いて、つなぎ梁により壁に接続されている。注目すべき他の特長としては、一時的にラテライト製ブロックの支柱で補強された西側の棟にある4本の中央の柱がある。仏像彫刻がこれらすべての柱に見られるが、ほとんどが傷つけられている。自立する柱上に築かれた屋根に装備された一時的な支持方法は、この時代に構築された寺院に見られる設計の問題点を示している。

## 修復

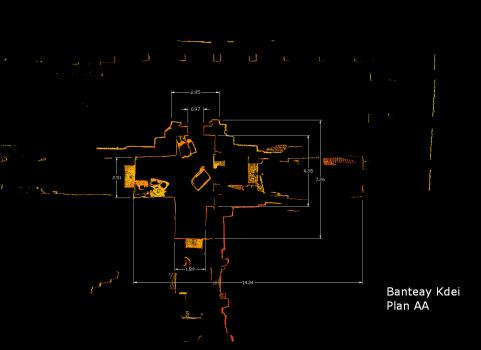
塔門部分のレーザースキャン

バンテアイ・クデイおよびアンコール・ワット西参道陸橋のレーザースキャンや画像化が、非営利団体 CyArk との協同で、カリフォルニア大学と上智大学によって2004年3月に始まった研究において実施された。得られた資料は、これらの構造物の修復や復元を促進し、そのプロジェクトから入手可能な多くの資料が CyArk より公開されている。アプサラ機構 (APSARA Authority) は、アンコール遺跡建造物の管理と保全において著しい発達を遂げている。塔や回廊の一部は修復中であり、そのため、いくつかの場所は閉鎖されている。強化処置が寺院境内の一部に見られ、危険な状態にある構造物がケーブルで繋がれている。

## 画像

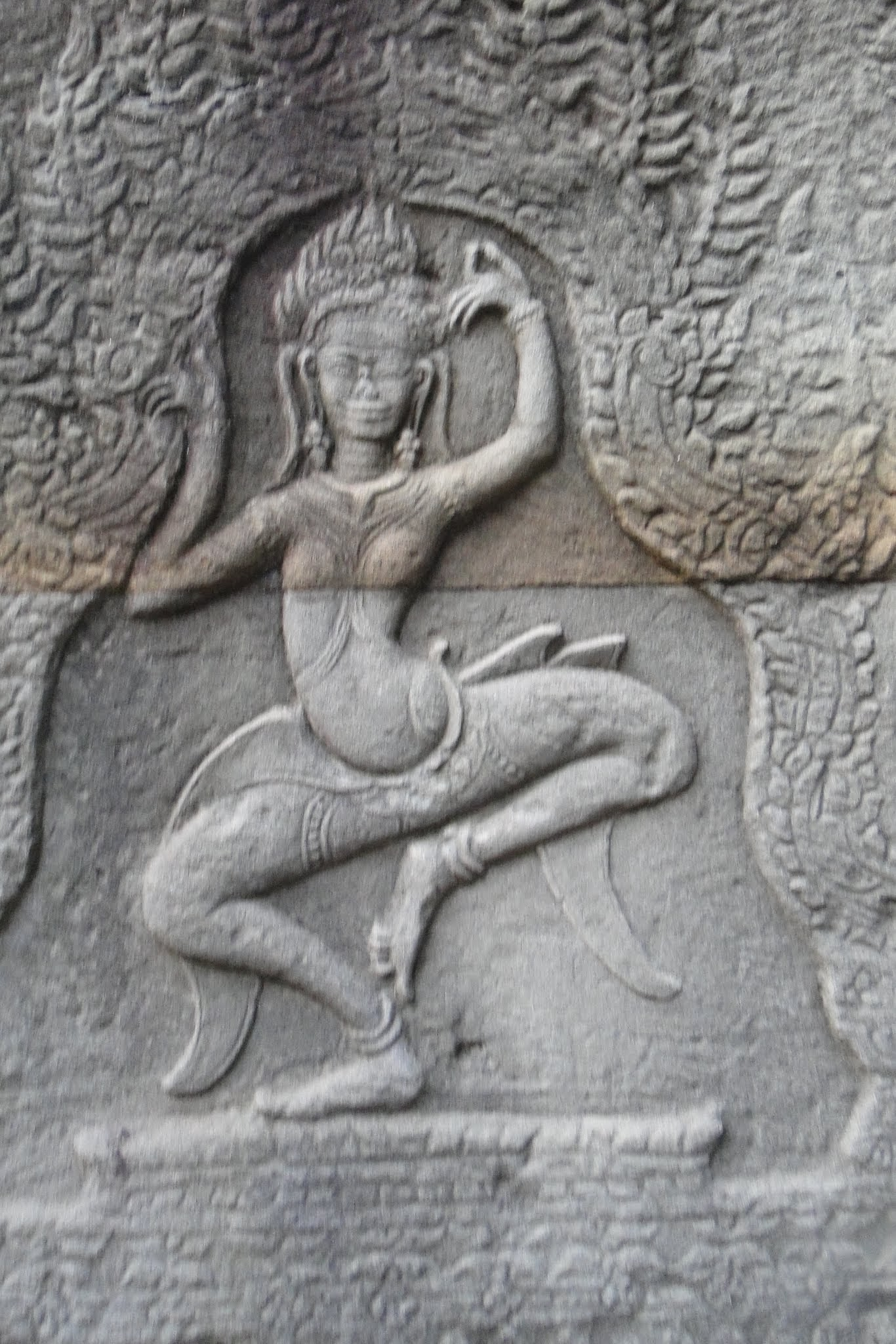
アプサラスの彫刻
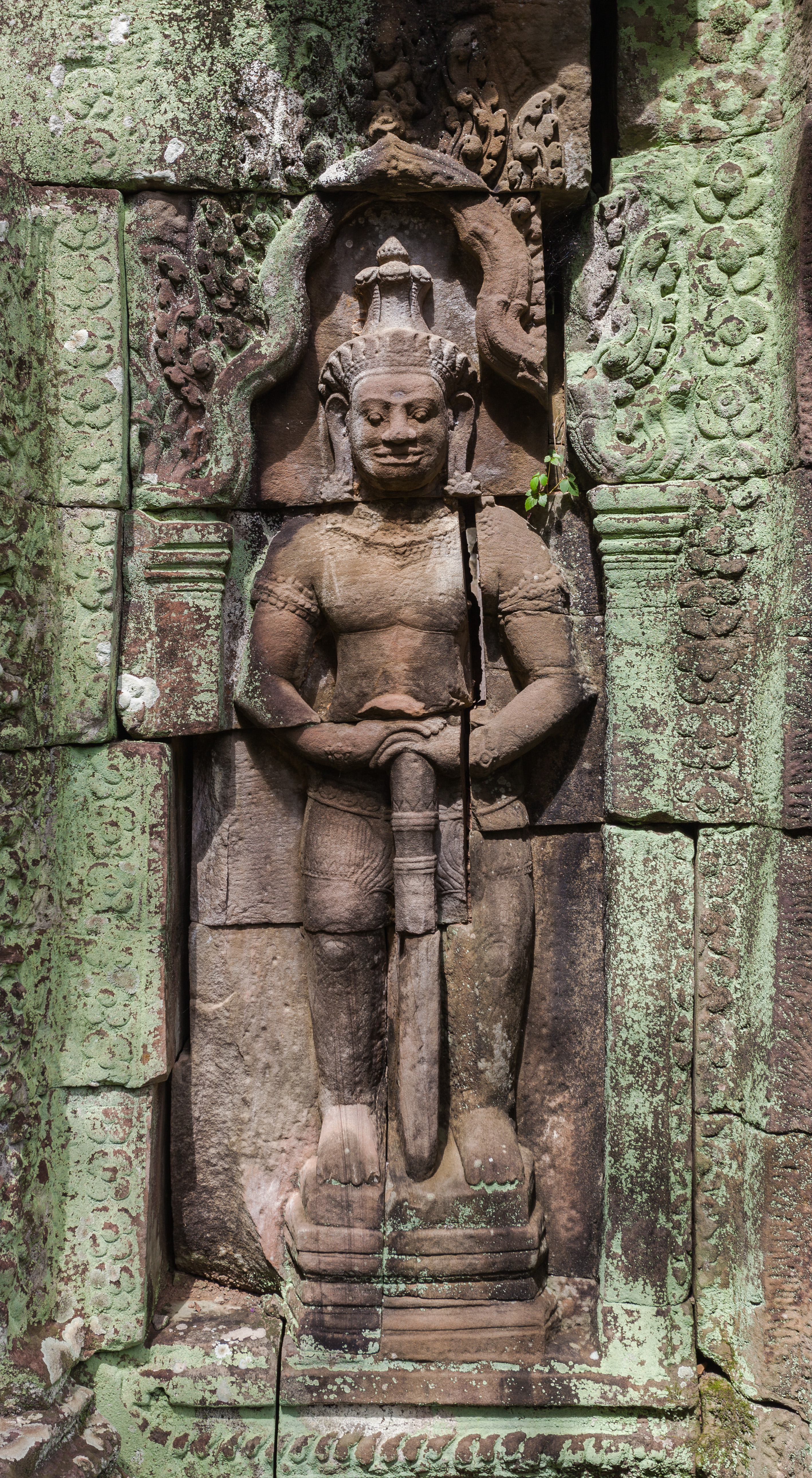
ドヴァーラパーラ像のレリーフ
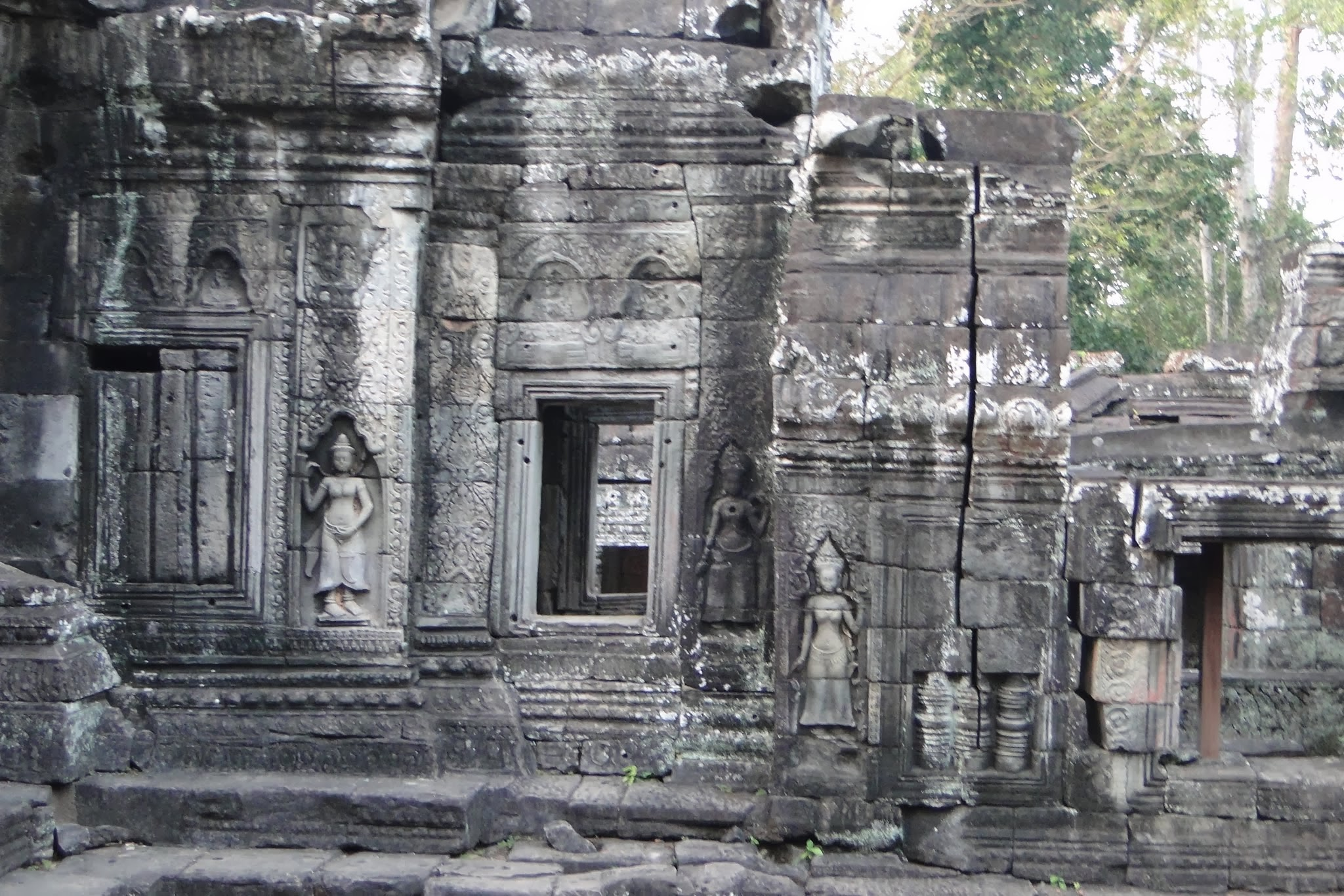
第2周壁内の概観